# Lista monumentelor istorice din județul Buzău - B

Simbol pentru monumentele istorice

Lista monumentelor istorice din județul Buzău - B cuprinde monumentele istorice înscrise în Patrimoniul cultural național al României și aflate în localități ce încep cu litera B din județul Buzău.
Lista completă este menținută și actualizată periodic de către Ministerul Culturii, Cultelor și Patrimoniului Național din România, prin intermediul Institutului Național al Patrimoniului, ultima versiune datând din 2015. Această listă cuprinde și actualizările ulterioare, realizate prin ordin al ministrului culturii.
| Cod LMI                                           | Denumire                                                           | Localitate                          | Localizare | Datare, Creatori                                                                | Imagine               | Erori             |
| ------------------------------------------------- | ------------------------------------------------------------------ | ----------------------------------- | --- | ------------------------------------------------------------------------------- | --------------------- | ----------------- |
| BZ-I-s-B-02189 (RAN: 44827.01)                    | Situl arheologic din parcul Crâng                                  | municipiul Buzău                    | „Parcul Crâng” |                                                                                 | Încarcă foto \| video | Raportează eroare |
| BZ-I-m-B-02189.01                                 | Așezare                                                            | municipiul Buzău                    | „Parcul Crâng”, 0,4 km SV de castelul de apă | sec. VI - VII, Epoca medievală timpurie, Cultura Ipotești - Cândești            | Încarcă foto \| video | Raportează eroare |
| BZ-I-m-B-02189.02 (RAN: 44827.01.02)              | Necropolă                                                          | municipiul Buzău                    | „Parcul Crâng”, între sere și Obelisc | mil. III - II, Epoca bronzului mijlociu, Cultura Monteoru                       | Încarcă foto \| video | Raportează eroare |
| BZ-I-m-B-02189.03 (RAN: 44827.01.01, 44827.01.03) | Așezare                                                            | municipiul Buzău                    | „Parcul Crâng”, zona sere Obelisc, spre poarta mare a Crângului | mil. IV, Eneolitic, Cultura Gumelnița                                           | Încarcă foto \| video | Raportează eroare |
| BZ-I-s-B-02190 (RAN: 44827.03)                    | Situl arheologic de la Buzău                                       | municipiul Buzău                    | Buzău E, la 2 km de stația Buzău Sud |                                                                                 | Încarcă foto \| video | Raportează eroare |
| BZ-I-m-B-02190.01 (RAN: 44827.03.03)              | Așezare                                                            | municipiul Buzău                    | Buzău E, la 2 km de stația Buzău Sud | sec. XVII - XVIII, Cultura Sântana de Mureș - Cerneahov                         | Încarcă foto \| video | Raportează eroare |
| BZ-I-m-B-02190.02 (RAN: 44827.03.02)              | Necropolă                                                          | municipiul Buzău                    | Buzău E, la 2 km de stația Buzău Sud | sec. XVII - XVIII                                                               | Încarcă foto \| video | Raportează eroare |
| BZ-I-m-B-02190.03 (RAN: 44827.03.01)              | Așezare                                                            | municipiul Buzău                    | La cca. 1 km SE de Cimitirul evreiesc, spre Pădurea Frasinu; cca. 2 km S de stația Buzău Sud | sec. IV - V p. Chr., Epoca migrațiilor târzie                                   | Încarcă foto \| video | Raportează eroare |
| BZ-I-s-B-02191 (RAN: 44827.02)                    | Situl arheologic de la Buzău, punct „Dispensar”                    | municipiul Buzău                    | Str. Bucegi, în zona Dispensarului nr. 3, până în incinta Centrului Militar și a Liceului de Arte |                                                                                 |                       | Raportează eroare |
| BZ-I-m-B-02191.01 (RAN: 44827.02.03)              | Așezare                                                            | municipiul Buzău                    | Str. Bucegi, în zona Dispensarului nr. 3, până în incinta Centrului Militar și a Liceului de Arte | sec. XVI - XVIII                                                                | Încarcă foto \| video | Raportează eroare |
| BZ-I-m-B-02191.02 (RAN: 44827.02.04)              | Necropolă                                                          | municipiul Buzău                    | Str. Bucegi, în zona Dispensarului nr. 3, până în incinta Centrului Militar și a Liceului de Arte | sec. XVI - XVIII                                                                | Încarcă foto \| video | Raportează eroare |
| BZ-I-m-B-02191.03 (RAN: 44827.02.01)              | Așezare                                                            | municipiul Buzău                    | Str. Bucegi, în zona Dispensarului nr. 3, până în incinta Centrului Militar și a Liceului de Arte | sec. IV p. Chr., Epoca migrațiilor                                              | Încarcă foto \| video | Raportează eroare |
| BZ-I-m-B-02191.04 (RAN: 44827.02.02)              | Necropolă                                                          | municipiul Buzău                    | Str. Bucegi, în zona Dispensarului nr. 3, până în incinta Centrului Militar și a Liceului de Arte | sec. IV p. Chr., Epoca migrațiilor                                              | Încarcă foto \| video | Raportează eroare |
| BZ-I-m-B-02191.05 (RAN: 44827.02.05)              | Așezare                                                            | municipiul Buzău                    | Str. Bucegi, în zona Dispensarului nr. 3 până în incinta Centrului Militar și a Liceului de Arte | sec. III - I a. Chr., Latène, Cultura geto-dacică                               | Încarcă foto \| video | Raportează eroare |
| BZ-I-m-B-02191.06 (RAN: 44827.02.06)              | Necropolă                                                          | municipiul Buzău                    | Str. Bucegi, în zona Dispensarului nr. 3, până în incinta Centrului Militar și a Liceului de Arte | sec. III - I a. Chr., Latène, Cultura geto-dacică                               | Încarcă foto \| video | Raportează eroare |
| BZ-I-s-B-02194 (RAN: 44943.02)                    | Necropolă                                                          | sat Balta Albă; comuna Balta Albă   | „La movilele Gemene”, „La vad”, cca. 1,5 km SV pe șoseaua spre Amara | sec. II - IV p. Chr, Epoca migrațiilor, Cultura Sântana de Mureș - Cerneahov    | Încarcă foto \| video | Raportează eroare |
| BZ-I-s-B-02195 (RAN: 44943.01)                    | Situl arheologic de la Balta Albă                                  | sat Balta Albă; comuna Balta Albă   | La 3,1 km V de sat |                                                                                 | Încarcă foto \| video | Raportează eroare |
| BZ-I-m-B-02195.01 (RAN: 44943.01.01)              | Așezare                                                            | sat Balta Albă; comuna Balta Albă   | La 3,1 km V de sat | sec. III - IV p. Chr., Epoca migrațiilor, Cultura Sântana de Mureș - Cerneahov  | Încarcă foto \| video | Raportează eroare |
| BZ-I-m-B-02195.02 (RAN: 44943.01.02)              | Necropolă                                                          | sat Balta Albă; comuna Balta Albă   | La 3,1 km V de sat | sec. III - IV p. Chr., Epoca migrațiilor, Cultura Sântana de Mureș - Cerneahov  | Încarcă foto \| video | Raportează eroare |
| BZ-I-s-B-02196 (RAN: 45637.01)                    | Situl arheologic de la Bădeni                                      | sat Bădeni; comuna Breaza           | „La Piatra Șoimului”; „La Gorganele” |                                                                                 | Încarcă foto \| video | Raportează eroare |
| BZ-I-m-B-02196.01 (RAN: 45637.01.06)              | Locuință rupestră                                                  | sat Bădeni; comuna Breaza           | „La Piatra Șoimului”(„La Ambrozie”) 45.11838°N 26.5298°E | sec. XVIII - XX                                                                 |                       | Raportează eroare |
| BZ-I-m-B-02196.02 (RAN: 45637.01.05)              | Așezare                                                            | sat Bădeni; comuna Breaza           | „La Gorganele”, sub vârful Istrița | sec. IV p. Chr., Epoca migrațiilor                                              | Încarcă foto \| video | Raportează eroare |
| BZ-I-m-B-02196.03 (RAN: 45637.01.04)              | Așezare                                                            | sat Bădeni; comuna Breaza           | „La Gorganele”, sub vârful Istrița | sec. IV a. Chr., Latène, Cultura geto-dacică                                    | Încarcă foto \| video | Raportează eroare |
| BZ-I-m-B-02196.04 (RAN: 45637.01.02)              | Așezare                                                            | sat Bădeni; comuna Breaza           | „La Gorganele”, Sub vârful Istrița | sec. XII - V a. Chr, Hallstatt                                                  | Încarcă foto \| video | Raportează eroare |
| BZ-I-m-B-02196.05 (RAN: 45637.01.01)              | Așezare                                                            | sat Bădeni; comuna Breaza           | „La Gorganele”, sub vârful Istrița | mil. III - II, Epoca bronzului, Cultura Monteoru                                | Încarcă foto \| video | Raportează eroare |
| BZ-I-s-B-02197 (RAN: 48575.01)                    | Situl arheologic de la Bădila                                      | sat Bădila; comuna Pârscov          | „La Eleșteu”, la cca. 2 km NV de școala generală; „La Mănăstioara”; „La Bălanu” |                                                                                 | Încarcă foto \| video | Raportează eroare |
| BZ-I-m-B-02197.01                                 | Așezare                                                            | sat Bădila; comuna Pârscov          | „La Eleșteu”, la cca. 2 km NV de școala generală; „La Mănăstioara”; „La Bălanu” | sec. II - IV p. Chr, Epoca migrațiilor                                          | Încarcă foto \| video | Raportează eroare |
| BZ-I-m-B-02197.02 (RAN: 48575.01.02)              | Așezare                                                            | sat Bădila; comuna Pârscov          | „La Eleșteu”, la cca. 2 km NV de școala generală; „La Mănăstioara”; „La Bălanu” | sec. XII - V a. Chr, Hallstatt                                                  | Încarcă foto \| video | Raportează eroare |
| BZ-I-s-B-02198 (RAN: 46046.01)                    | Așezare                                                            | sat Băești; comuna Cernătești       | La 0,8 km V de sat | mil. V, Neolitic, Cultura Boian                                                 | Încarcă foto \| video | Raportează eroare |
| BZ-I-s-B-02199 (RAN: 46581.01)                    | Așezare                                                            | sat Bălănești; comuna Cozieni       | „pe poduri” | mil. IV, Eneolitic, Cultura Gumelnița                                           | Încarcă foto \| video | Raportează eroare |
| BZ-I-s-B-02200 (RAN: 46581.02)                    | Necropolă                                                          | sat Bălănești; comuna Cozieni       | „la Făcăiana”, la marginea satului, la grajdurile fostului CAP | sec. VII - VIII, Epoca migrațiilor                                              | Încarcă foto \| video | Raportează eroare |
| BZ-I-s-B-02201 (RAN: 45833.01)                    | Așezare                                                            | sat Bălteni; comuna C.A. Rosetti    | La 2 km V de sat | sec. III - IV p. Chr., Epoca migrațiilor                                        | Încarcă foto \| video | Raportează eroare |
| BZ-I-s-B-02202 (RAN: 48245.01)                    | Așezare                                                            | sat Begu; comuna Pănătău            | La marginea satului, sub Culmea Pănătăului | mil. III - II, Epoca bronzului, Cultura Monteoru                                | Încarcă foto \| video | Raportează eroare |
| BZ-I-s-B-02203 (RAN: 45110.01)                    | Situl arheologic de la Berca                                       | sat Berca; comuna Berca             | „La mănăstire” („Coasta mănăstirii”) |                                                                                 | Încarcă foto \| video | Raportează eroare |
| BZ-I-m-B-02203.01 (RAN: 45110.01.01)              | Așezare                                                            | sat Berca; comuna Berca             | „La mănăstire”(„Coasta mănăstirii”) | mil. III - II, Epoca bronzului, Cultura Monteoru                                | Încarcă foto \| video | Raportează eroare |
| BZ-I-m-B-02203.02 (RAN: 45110.01.02)              | Necropolă                                                          | sat Berca; comuna Berca             | „La mănăstire”(„Coasta mănăstirii”) | mil. III - II, Epoca bronzului                                                  | Încarcă foto \| video | Raportează eroare |
| BZ-I-s-B-02204 (RAN: 45398.01)                    | Situl arheologic de la Bozioru, punct „La biserică”                | sat Bozioru; comuna Bozioru         | La biserică și cimitir, în vatra veche a satului |                                                                                 | Încarcă foto \| video | Raportează eroare |
| BZ-I-m-B-02204.01 (RAN: 45398.01.03)              | Așezare                                                            | sat Bozioru; comuna Bozioru         | La biserică și cimitir, în vatra veche a satului | sec. XIII - XVIII, Epoca medievală                                              | Încarcă foto \| video | Raportează eroare |
| BZ-I-m-B-02204.02 (RAN: 45398.01.04)              | Necropolă                                                          | sat Bozioru; comuna Bozioru         | La biserică și cimitir, în vatra veche a satului | sec. XIII - XVIII, Epoca medievală                                              | Încarcă foto \| video | Raportează eroare |
| BZ-I-m-B-02204.03 (RAN: 45398.01.01)              | Așezare                                                            | sat Bozioru; comuna Bozioru         | La biserică și cimitir, în vatra veche a satului | mil. III - II, Epoca bronzului, Cultura Monteoru                                | Încarcă foto \| video | Raportează eroare |
| BZ-I-m-B-02204.04 (RAN: 45398.01.02)              | Necropolă                                                          | sat Bozioru; comuna Bozioru         | La biserică și cimitir, în vatra veche a satului | mil. III - II, Epoca bronzului, Cultura Monteoru                                | Încarcă foto \| video | Raportează eroare |
| BZ-I-s-B-02205 (RAN: 45398.02)                    | Situl arheologic de la Bozioru                                     | sat Bozioru; comuna Bozioru         | În centrul satului, în spatele școlii |                                                                                 | Încarcă foto \| video | Raportează eroare |
| BZ-I-m-B-02205.01 (RAN: 45398.02.01)              | Așezare                                                            | sat Bozioru; comuna Bozioru         | În centrul satului, în spatele școlii | sec. VI - V a. Chr., Hallstatt târziu                                           | Încarcă foto \| video | Raportează eroare |
| BZ-I-m-B-02205.02 (RAN: 45398.02.02)              | Necropolă                                                          | sat Bozioru; comuna Bozioru         | În centrul satului, în spatele școlii | sec. XII - V a. Chr., Hallstatt                                                 | Încarcă foto \| video | Raportează eroare |
| BZ-I-s-B-02206 (RAN: 45628.01)                    | Situl arheologic de la Breaza                                      | sat Breaza; comuna Breaza           | „La fântâna lui Carpen”, pe Dealul Istrița, sub vârf, în vecinătatea releului TV |                                                                                 | Încarcă foto \| video | Raportează eroare |
| BZ-I-m-B-02206.01                                 | Așezare                                                            | sat Breaza; comuna Breaza           | „La fântâna lui Carpen”, pe Dealul Istrița, sub vârf, în vecinătatea releului TV | sec. IX - XI, Epoca medievală timpurie, Cultura Dridu                           | Încarcă foto \| video | Raportează eroare |
| BZ-I-m-B-02206.02 (RAN: 45628.01.02, 45628.01.03) | Așezare                                                            | sat Breaza; comuna Breaza           | „La fântâna lui Carpen”, pe Dealul Istrița, sub vârf, în vecinătatea releului TV | sec. V a. Chr. - I p. Chr., Latène, Cultura geto-dacică                         | Încarcă foto \| video | Raportează eroare |
| BZ-I-s-B-02207 (RAN: 46340.01)                    | Ruinele Mănăstirii Cislău                                          | sat Buda Crăciunești; comuna Cislău | „Poiana zidului”, la N de sat | 1587 - 1588, sec. XVI – XVIII                                                   | Încarcă foto \| video | Raportează eroare |
| BZ-II-m-B-02312                                   | Podul de cale ferată peste râul Buzău                              | municipiul Buzău                    | La cca. 1,5 km de municipiul Buzău 45.15604°N 26.86762°E | 1872                                                                            |                       | Raportează eroare |
| BZ-II-a-B-02347                                   | Ansamblul conacului Marghiloman                                    | municipiul Buzău                    | Ansamblu delimitat de „zidul lui Marghiloman”, construcție desfășurată pe străzile: Luceafărului (din dreptul imobilului cu nr. 33 C), Horticolei, fosta stradă a Florilor, parțial pe partea dreaptă a străzii Plantelor (de la imobilul cu nr. 6 până la intrarea în Complexul de servicii pentru persoane vârstnice), tot parțial pe partea stângă a străzii Plantelor (cu începere de la limita imobilului cu nr. 2), apoi continuat în unghi drept, în stânga, paralel cu fostele grajduri, până în apropierea cartierului Dorobanți extindere; în partea de nord- vest de strada care separă ansamblul Conacului Marghiloman de cartierul Dorobanți extindere 45.14619°N 26.84447°E | sec. XIX                                                                        | Alte imagini          | Raportează eroare |
| BZ-II-m-B-02347.01                                | Vila Albatros                                                      | municipiul Buzău                    | În incinta Ansamblului conacului Marghiloman 45.14654°N 26.84387°E | sec. XIX                                                                        | Alte imagini          | Raportează eroare |
| BZ-II-m-B-02347.02                                | Clădiri anexe                                                      | municipiul Buzău                    | În incinta Ansamblului conacului Marghiloman, str. Plantelor nr. 8A 45.14675°N 26.84344°E | sec. XIX                                                                        |                       | Raportează eroare |
| BZ-II-m-B-02313                                   | Fosta uzină Electrică                                              | municipiul Buzău                    | Str. Averescu, Mareșal 3 | 1926                                                                            |                       | Raportează eroare |
| BZ-II-a-A-02321 (RAN: 44827.15)                   | Ansamblul bisericii „Nașterea Maicii Domnului”                     | municipiul Buzău                    | Str. Băieșu Ion 1 45.1537°N 26.82412°E | 1649                                                                            | Alte imagini          | Raportează eroare |
| BZ-II-m-A-02321.01 (RAN: 44827.15.01)             | Biserica „Nașterea Maicii Domnului” - Neguțători                   | municipiul Buzău                    | Str. Băieșu Ion 1 45.15356°N 26.82429°E | 1649                                                                            |                       | Raportează eroare |
| BZ-II-m-A-02321.02 (RAN: 44827.15.02)             | Turn clopotniță                                                    | municipiul Buzău                    | Str. Băieșu Ion 1 45.15357°N 26.82378°E | 1837                                                                            |                       | Raportează eroare |
| BZ-II-m-B-02314                                   | Hotel Coroana                                                      | municipiul Buzău                    | Bd. Bălcescu Nicolae 1 45.15286°N 26.81849°E | 1926 – 1928                                                                     |                       | Raportează eroare |
| BZ-II-m-A-02315                                   | Tribunalul județean                                                | municipiul Buzău                    | Bd. Bălcescu Nicolae 8 45.15352°N 26.81902°E | 1908 - 1912                                                                     |                       | Raportează eroare |
| BZ-II-m-B-02316                                   | Școala generală nr. 1                                              | municipiul Buzău                    | Bd. Bălcescu Nicolae 28 45.15187°N 26.8145°E | 1896                                                                            |                       | Raportează eroare |
| BZ-II-m-B-20957                                   | Fostul Spital I. C. Brătianu                                       | municipiul Buzău                    | Bd. Bălcescu Nicolae 40 45.15106°N 26.81213°E | sf. sec. XIX                                                                    | Alte imagini          | Raportează eroare |
| BZ-II-m-B-02317                                   | Muzeul Județean Buzău                                              | municipiul Buzău                    | Bd. Bălcescu Nicolae 50 45.14968°N 26.80527°E | 1931 – 1937                                                                     |                       | Raportează eroare |
| BZ-II-m-B-02318                                   | Casă                                                               | municipiul Buzău                    | Str. Bistriței 7 45.15487°N 26.82115°E | sf. sec. XIX                                                                    | Alte imagini          | Raportează eroare |
| BZ-II-m-A-02319 (RAN: 44827.10)                   | Biserica „Buna Vestire”                                            | municipiul Buzău                    | Str. Bistriței 53 45.14947°N 26.82521°E | sec. XVI                                                                        | Alte imagini          | Raportează eroare |
| BZ-II-a-A-02320 (RAN: 44827.16)                   | Ansamblul bisericii „Adormirea Maicii Domnului” - Broșteni         | municipiul Buzău                    | Str. Broșteni 15 | 1709                                                                            |                       | Raportează eroare |
| BZ-II-m-A-02320.01 (RAN: 44827.16.01)             | Biserica „Adormirea Maicii Domnului” - Broșteni                    | municipiul Buzău                    | Str. Broșteni 15 45.1552°N 26.83239°E | 1709                                                                            |                       | Raportează eroare |
| BZ-II-m-A-02320.02 (RAN: 44827.16.02)             | Turn clopotniță                                                    | municipiul Buzău                    | Str. Broșteni 15 45.1548°N 26.83139°E | 1914                                                                            |                       | Raportează eroare |
| BZ-II-a-B-02322                                   | Ansamblul „Str. Cuza Vodă”                                         | municipiul Buzău                    | Str. Cuza Vodă 45.15394°N 26.82283°E | sec. XIX                                                                        | Alte imagini          | Raportează eroare |
| BZ-II-a-A-02324 (RAN: 44827.14)                   | Ansamblul Episcopiei Buzăului                                      | municipiul Buzău                    | Aleea Episcopiei 2-3 45.15787°N 26.8197°E | sec. XVII - XIX                                                                 | Alte imagini          | Raportează eroare |
| BZ-II-m-A-02324.01 (RAN: 44827.14.02)             | Biserica „Adormirea Maicii Domnului”                               | municipiul Buzău                    | Aleea Episcopiei 2-3 45.158°N 26.81964°E | 1649, sec. XVII                                                                 |                       | Raportează eroare |
| BZ-II-m-A-02324.02                                | Paraclis                                                           | municipiul Buzău                    | Aleea Episcopiei 2-3 | 1841                                                                            | Încarcă foto \| video | Raportează eroare |
| BZ-II-m-A-02324.03 (RAN: 44827.14.01)             | Palatul Episcopal                                                  | municipiul Buzău                    | Aleea Episcopiei 2-3 45.15732°N 26.81908°E | 1709, sec. XVII, sec. XX                                                        |                       | Raportează eroare |
| BZ-II-m-A-02324.04                                | Seminarul vechi                                                    | municipiul Buzău                    | Aleea Episcopiei 2-3 45.15693°N 26.82033°E | 1838                                                                            |                       | Raportează eroare |
| BZ-II-m-A-02324.05                                | Cancelarie                                                         | municipiul Buzău                    | Aleea Episcopiei 2-3 | 1819 – 1839                                                                     | Încarcă foto \| video | Raportează eroare |
| BZ-II-m-A-02324.06 (RAN: 44827.14.03)             | Turn clopotniță                                                    | municipiul Buzău                    | Aleea Episcopiei 2-3 45.15722°N 26.81969°E | sec. XVIII - XIX                                                                |                       | Raportează eroare |
| BZ-II-m-A-02324.07 (RAN: 44827.14.04)             | Zid de incintă                                                     | municipiul Buzău                    | Aleea Episcopiei 2-3 45.15684°N 26.81859°E | sec. XVIII - XIX                                                                | Încarcă foto \| video | Raportează eroare |
| BZ-II-m-B-02327                                   | Casă                                                               | municipiul Buzău                    | Bd. Gării 14 45.1464°N 26.82496°E | sf. sec. XIX                                                                    |                       | Raportează eroare |
| BZ-II-m-B-02328                                   | Casă                                                               | municipiul Buzău                    | Bd. Gării 15 45.14652°N 26.82527°E | cca. 1900                                                                       |                       | Raportează eroare |
| BZ-II-m-B-02329                                   | Grădinița nr. 6                                                    | municipiul Buzău                    | Bd. Gării 19 45.14602°N 26.82533°E | 1915                                                                            |                       | Raportează eroare |
| BZ-II-m-B-02330                                   | Casă                                                               | municipiul Buzău                    | Bd. Gării 21 45.14551°N 26.82557°E | 1896                                                                            |                       | Raportează eroare |
| BZ-II-m-B-02326                                   | Colegiul Național „B. P. Hasdeu”                                   | municipiul Buzău                    | Str. Gării 1 45.14864°N 26.82508°E | 1886 – 1889                                                                     | Alte imagini          | Raportează eroare |
| BZ-II-m-B-02331                                   | Casă                                                               | municipiul Buzău                    | Str. Griviței 1 45.1547°N 26.82186°E | sf. sec. XIX                                                                    | Alte imagini          | Raportează eroare |
| BZ-II-m-B-02332                                   | Casă                                                               | municipiul Buzău                    | Str. Griviței 9 45.15415°N 26.8225°E | sf. sec. XIX                                                                    | Alte imagini          | Raportează eroare |
| BZ-II-m-B-02333                                   | Liceul Pedagogic „Spiru Haret”                                     | municipiul Buzău                    | Str. Haret Spiru 6 45.14876°N 26.81004°E | 1925                                                                            |                       | Raportează eroare |
| BZ-II-m-B-02334                                   | Colegiul Național „Mihai Eminescu”                                 | municipiul Buzău                    | Str. Independenței 22 45.14993°N 26.81917°E | 1925 – 1931                                                                     |                       | Raportează eroare |
| BZ-II-m-B-02335                                   | Biserica „Sf. Nicolae”                                             | municipiul Buzău                    | Str. Leului 12, Cartier Dorobanți 1 45.15058°N 26.83683°E | 1826                                                                            | Alte imagini          | Raportează eroare |
| BZ-II-a-B-02336                                   | Ansamblul „Str. Alexandru Marghiloman”                             | municipiul Buzău                    | Str. Marghiloman Alexandru, între str. Cuza Vodă și str. Tăbăcari 45.15473°N 26.82581°E | sec. XIX                                                                        |                       | Raportează eroare |
| BZ-II-m-B-02337                                   | Han                                                                | municipiul Buzău                    | Str. Marghiloman Alexandru 2 45.15481°N 26.82486°E | sec. XIX                                                                        | Alte imagini          | Raportează eroare |
| BZ-II-m-B-02338                                   | Han                                                                | municipiul Buzău                    | Str. Marghiloman Alexandru 15-17 45.15453°N 26.82621°E | sec. XIX                                                                        | Alte imagini          | Raportează eroare |
| BZ-II-m-B-02339                                   | Templul comunității evreiești                                      | municipiul Buzău                    | Str. Marghiloman Alexandru 29 45.15458°N 26.8273°E | sec. XIX                                                                        | Alte imagini          | Raportează eroare |
| BZ-II-m-B-02340                                   | Casa Seceleanu, azi Inspectoratul școlar județean Buzău            | municipiul Buzău                    | Str. Marghiloman Alexandru 30 45.15394°N 26.82695°E | 1890                                                                            | Alte imagini          | Raportează eroare |
| BZ-II-a-B-02341                                   | Ansamblul „Str. Ostrovului”                                        | municipiul Buzău                    | Str. Ostrovului, între str. Unirii și str. Independenței 45.15193°N 26.81971°E | sec. XIX                                                                        |                       | Raportează eroare |
| BZ-II-m-B-20459 (RAN: 44827.13)                   | Biserica „Sf. Îngeri”                                              | municipiul Buzău                    | Str. Ostrovului 10 45.15188°N 26.81921°E | 1619                                                                            | Alte imagini          | Raportează eroare |
| BZ-II-m-B-02343                                   | Casă                                                               | municipiul Buzău                    | Str. Ostrovului 29 45.15083°N 26.82041°E | 1912                                                                            |                       | Raportează eroare |
| BZ-II-m-B-02344                                   | Casă                                                               | municipiul Buzău                    | Str. Panduri 3 45.15124°N 26.81677°E | înc. sec. XX                                                                    |                       | Raportează eroare |
| BZ-II-m-B-02345                                   | Casă                                                               | municipiul Buzău                    | Str. Panduri 9 45.15193°N 26.81613°E | 1912                                                                            |                       | Raportează eroare |
| BZ-II-m-B-02346                                   | Casă                                                               | municipiul Buzău                    | Str. Patriei 78 45.14931°N 26.81195°E | sec. XIX                                                                        |                       | Raportează eroare |
| BZ-II-m-B-02348                                   | Spitalul Gârlași (clădirea veche)                                  | municipiul Buzău                    | Str. Plevnei 26 45.14648°N 26.82686°E | sec. XVIII, ref., 1905 - 1907                                                   | Alte imagini          | Raportează eroare |
| BZ-II-m-B-02349 (RAN: 44827.11)                   | Biserica „Sf. Împărați Constantin și Elena”                        | municipiul Buzău                    | Str. Primăverii 3 45.15765°N 26.84373°E | 1780                                                                            |                       | Raportează eroare |
| BZ-II-m-A-02350                                   | Casă, azi Colecția de etnografie și artă populară a Muzeului Buzău | municipiul Buzău                    | Str. Războieni 8 45.14865°N 26.82364°E | sec. XVIII                                                                      | Alte imagini          | Raportează eroare |
| BZ-II-m-A-02351                                   | Biblioteca județeană „Vasile Voiculescu”                           | municipiul Buzău                    | Str. Unirii 140 45.1486°N 26.81542°E | 1914                                                                            |                       | Raportează eroare |
| BZ-II-m-A-02323                                   | Primăria municipiului Buzău                                        | municipiul Buzău                    | Str. Unirii 163 45.15361°N 26.82083°E | 1899 – 1903 Al. Săvulescu                                                       | Alte imagini          | Raportează eroare |
| BZ-II-m-B-02354                                   | Casa Ștefan Popa                                                   | sat Balta Albă; comuna Balta Albă   | 154 | 1925                                                                            | Încarcă foto \| video | Raportează eroare |
| BZ-II-m-B-02357 (RAN: 49787.02)                   | Biserica „Înălțarea Domnului”                                      | sat Băbeni; comuna Topliceni        | 134 45.44439°N 26.97998°E | sec. XVIII                                                                      | Încarcă foto \| video | Raportează eroare |
| BZ-II-m-A-02356 (RAN: 49787.01)                   | Biserica „Adormirea Maicii Domnului” și „Sf. Nicolae” - Drăghești  | sat Băbeni; comuna Topliceni        | 435 | 1747                                                                            | Încarcă foto \| video | Raportează eroare |
| BZ-II-a-B-02427                                   | Ansamblul bisericii „Adormirea Maicii Domnului”                    | sat Bălănești; comuna Cozieni       | Punct Mărculești | 1834                                                                            | Încarcă foto \| video | Raportează eroare |
| BZ-II-m-B-02427.01                                | Biserica „Adormirea Maicii Domnului” - Mărculești                  | sat Bălănești; comuna Cozieni       | Punct Mărculești | 1834                                                                            | Încarcă foto \| video | Raportează eroare |
| BZ-II-m-B-02427.02                                | Clopotniță                                                         | sat Bălănești; comuna Cozieni       | Punct Mărculești | 1841                                                                            | Încarcă foto \| video | Raportează eroare |
| BZ-II-m-B-02358                                   | Biserica de lemn „Sf. Voievozi”                                    | sat Bălănești; comuna Cozieni       | 165 | 1841                                                                            | Alte imagini          | Raportează eroare |
| BZ-II-a-A-20156 (RAN: 45263.01)                   | Mănăstirea „Poiana Mărului”                                        | sat Băltăgari; comuna Bisoca        | 98, la 4 km de satul Bisoca, pe DJ 204C 45.5703°N 26.7264°E | sec. XVIII                                                                      | Alte imagini          | Raportează eroare |
| BZ-II-m-A-20156.01 (RAN: 45263.01.01)             | Biserica de lemn „Nașterea Maicii Domnului”                        | sat Băltăgari; comuna Bisoca        | 98, la 4 km de satul Bisoca, pe DJ 204C | 1777                                                                            | Încarcă foto \| video | Raportează eroare |
| BZ-II-m-A-20156.02                                | Biserica de lemn „Duminica tuturor sfinților”                      | sat Băltăgari; comuna Bisoca        | 98, la 4 km de satul Bisoca, pe DJ 204C | 1812                                                                            |                       | Raportează eroare |
| BZ-II-m-A-02360 (RAN: 45771.01)                   | Biserica „Sf. Nicolae”                                             | sat Bâscenii de Jos; comuna Calvini | 58 45.34835°N 26.21573°E | 1775                                                                            |                       | Raportează eroare |
| BZ-II-m-B-02359                                   | Casa Săseanu                                                       | sat Bâscenii de Jos; comuna Calvini | Str. Principală 55 45.24609°N 26.31534°E | 1906                                                                            |                       | Raportează eroare |
| BZ-II-m-B-02361                                   | Casa Bocănescu                                                     | sat Bâscenii de Sus; comuna Calvini | Str. Principală 282 45.34835°N 26.21573°E | sf. sec. XIX                                                                    | Încarcă foto \| video | Raportează eroare |
| BZ-II-m-B-02362                                   | Schela Arbănași                                                    | sat Berca; comuna Berca             | Beceni | 1903                                                                            | Încarcă foto \| video | Raportează eroare |
| BZ-II-a-A-02363 (RAN: 45110.02)                   | Fosta mănăstire Berca                                              | sat Berca; comuna Berca             | 130 45.28992°N 26.68001°E | sec. XVII - XIX                                                                 | Alte imagini          | Raportează eroare |
| BZ-II-m-A-02363.01 (RAN: 45110.02.01)             | Biserica „Sf. Arhangheli Mihail și Gavril”                         | sat Berca; comuna Berca             | 130 45.28974°N 26.68029°E | 1694                                                                            | Alte imagini          | Raportează eroare |
| BZ-II-m-A-02363.02 (RAN: 45110.02.02)             | Ruine case egumenești                                              | sat Berca; comuna Berca             | 130 45.28967°N 26.68048°E | sec. XVII - XIX                                                                 | Încarcă foto \| video | Raportează eroare |
| BZ-II-m-A-02363.03 (RAN: 45110.02.03)             | Chilii (ruine)                                                     | sat Berca; comuna Berca             | 130 45.28947°N 26.67956°E | sec. XVII - XIX                                                                 |                       | Raportează eroare |
| BZ-II-m-A-02363.04 (RAN: 45110.02.04)             | Turn clopotniță (ruine)                                            | sat Berca; comuna Berca             | 130 45.28993°N 26.67992°E | sec. XVII - XIX                                                                 | Încarcă foto \| video | Raportează eroare |
| BZ-II-m-A-02363.05 (RAN: 45110.02.05)             | Zid de incintă (ruină)                                             | sat Berca; comuna Berca             | 130 45.28916°N 26.67997°E | sec. XVII - XIX                                                                 |                       | Raportează eroare |
| BZ-II-m-B-02364                                   | Casa Dumitru Pâslaru                                               | sat Boldu; comuna Boldu             | 277 | 1900                                                                            | Încarcă foto \| video | Raportează eroare |
| BZ-II-a-B-02365 (RAN: 45398.04)                   | Ansamblul bisericii „Nașterea Maicii Domnului”                     | sat Bozioru; comuna Bozioru         | 229, Bozioru de Sus | sec. XVIII                                                                      | Încarcă foto \| video | Raportează eroare |
| BZ-II-a-B-02370 (RAN: 45398.03)                   | Ansamblul bisericii „Sf. Voievozi”                                 | sat Bozioru; comuna Bozioru         | 140, „Râu” 45.3822°N 26.4938°E | 1784                                                                            | Alte imagini          | Raportează eroare |
| BZ-II-m-B-02370.01 (RAN: 45398.03.01)             | Biserica de lemn „Sf. Voievozi”                                    | sat Bozioru; comuna Bozioru         | 140, „Râu” 45.3822°N 26.4938°E | 1784                                                                            |                       | Raportează eroare |
| BZ-II-m-B-02370.02 (RAN: 45398.03.02)             | Clopotniță                                                         | sat Bozioru; comuna Bozioru         | 140, „Râu” 45.3822°N 26.4938°E | 1784                                                                            |                       | Raportează eroare |
| BZ-II-m-B-02365.01 (RAN: 45398.04.01)             | Biserica de lemn „Nașterea Maicii Domnului”                        | sat Bozioru; comuna Bozioru         | 229, Bozioru de Sus | cca. 1700, 1774                                                                 | Încarcă foto \| video | Raportează eroare |
| BZ-II-m-B-02365.02 (RAN: 45398.04.02)             | Clopotniță                                                         | sat Bozioru; comuna Bozioru         | 229, Bozioru de Sus | cca. 1700, 1774                                                                 | Încarcă foto \| video | Raportează eroare |
| BZ-II-a-B-02371 (RAN: 46340.02)                   | Ansamblul bisericii „Înălțarea Domnului”                           | sat Buda Crăciunești; comuna Cislău | | 1793                                                                            | Încarcă foto \| video | Raportează eroare |
| BZ-II-m-B-02371.01 (RAN: 46340.02.01)             | Biserica de lemn „Înălțarea Domnului”                              | sat Buda Crăciunești; comuna Cislău | | 1793                                                                            | Încarcă foto \| video | Raportează eroare |
| BZ-II-m-B-02371.02 (RAN: 46340.02.02)             | Clopotniță                                                         | sat Buda Crăciunești; comuna Cislău | | 1793                                                                            | Încarcă foto \| video | Raportează eroare |
| BZ-II-m-B-02372                                   | Casa Nicolai Chioreanu                                             | sat Budești; comuna Chiliile        | În vatra satului | 1860                                                                            | Încarcă foto \| video | Raportează eroare |
| BZ-II-m-B-02373                                   | Biserica de lemn „Sf. Gheorghe”                                    | sat Budești; comuna Chiliile        | | 1884                                                                            | Încarcă foto \| video | Raportează eroare |
| BZ-IV-a-B-02504                                   | Monumentul funerar al fostului primar Petre Stănescu               | municipiul Buzău                    | Cimitirul Dumbrava 45.15185°N 26.80838°E | 1907 – 1910 Constantin Brâncuși (sculptor)                                      |                       | Raportează eroare |
| BZ-IV-m-B-02504.01                                | Statuia „Rugăciune”                                                | municipiul Buzău                    | Cimitirul Dumbrava 45.15185°N 26.80838°E | 2014 Copie executată de Ciprian Dominoschi după Constantin Brâncuși (sculptori) |                       | Raportează eroare |
| BZ-IV-m-B-02505                                   | Monumentul funerar Nicolae Seceleanu                               | municipiul Buzău                    | Cimitirul Dumbrava 45.15163°N 26.80842°E | 1911 Frederic Storck (sculptor)                                                 | Alte imagini          | Raportează eroare |
| BZ-IV-m-B-02506                                   | Statuia compozitorului George Enescu                               | municipiul Buzău                    | Parcul Tineretului 45.16093°N 26.83062°E | 1974                                                                            |                       | Raportează eroare |
| BZ-IV-m-B-02507                                   | Monumentul „Răscoala țăranilor din 1907”                           | municipiul Buzău                    | Piața Dacia 45.15326°N 26.82073°E | 1967                                                                            |                       | Raportează eroare |
| BZ-IV-m-B-02508                                   | Bustul lui B. P. Hasdeu                                            | municipiul Buzău                    | Bd. Gării 1, în fața Colegiului Național Bogdan Petriceicu Hasdeu 45.14891°N 26.82496°E | 1958 Oscar Han (sculptor)                                                       |                       | Raportează eroare |
| BZ-IV-m-B-02509                                   | Restaurantul lui I. L. Caragiale                                   | municipiul Buzău                    | Piața Gării 2 45.1434°N 26.8251°E | 1894 – 1895                                                                     |                       | Raportează eroare |
| BZ-IV-m-B-02510                                   | Casa Hortensia Papadat-Bengescu                                    | municipiul Buzău                    | Str. Independenței 53 45.14816°N 26.81806°E | 1900                                                                            |                       | Raportează eroare |
| BZ-IV-m-B-02511                                   | Crucea conacului Marghiloman                                       | municipiul Buzău                    | Str. Luceafărului, în incinta ansamblului conacului Marghiloman, la cca. 60 m de lac și 20 m de zidul lui Marghiloman 45.15737°N 26.86217°E | 1777                                                                            |                       | Raportează eroare |
| BZ-IV-m-B-02512                                   | Casa Săraru                                                        | municipiul Buzău                    | Str. Plevnei 1 45.14338°N 26.82283°E | 1930 Constrită de fam. Arecla și Gheorghe Săraru                                |                       | Raportează eroare |
| BZ-IV-m-B-02513                                   | Casa Vladimir Maximilian și Nicolae Leonard                        | municipiul Buzău                    | Str. Tenor Leonard 2 | sf. sec. XIX                                                                    | Încarcă foto \| video | Raportează eroare |
| BZ-IV-m-B-02514                                   | Casa pictorului Ion Andreescu                                      | municipiul Buzău                    | Str. Vladimirescu Tudor 23 45.15013°N 26.82347°E | mijl.sec. XIX                                                                   | Alte imagini          | Raportează eroare |
| BZ-IV-m-B-02515                                   | Cruce de piatră                                                    | sat Bălteni; comuna C.A. Rosetti    | La 2 km V de sat | 1830                                                                            | Încarcă foto \| video | Raportează eroare |
| BZ-IV-m-B-02516                                   | Cruce de piatră                                                    | sat Bălteni; comuna C.A. Rosetti    | Cca. 2 km NE de sat, lângă punctul trigonometric | înc. sec. XIX                                                                   | Încarcă foto \| video | Raportează eroare |
| BZ-IV-m-B-02517                                   | Cruce de piatră                                                    | sat Breaza; comuna Breaza           | „Bătrânele”, în vii | 1740                                                                            | Încarcă foto \| video | Raportează eroare |
| BZ-III-s-B-02500                                  | Parcul Crâng                                                       | municipiul Buzău                    | În partea de V a orașului 45.14705°N 26.79908°E | sf. sec. XIX Friedrich Rebhun (arhitect peisagist)                              | Alte imagini          | Raportează eroare |